# Ludmila Formanová

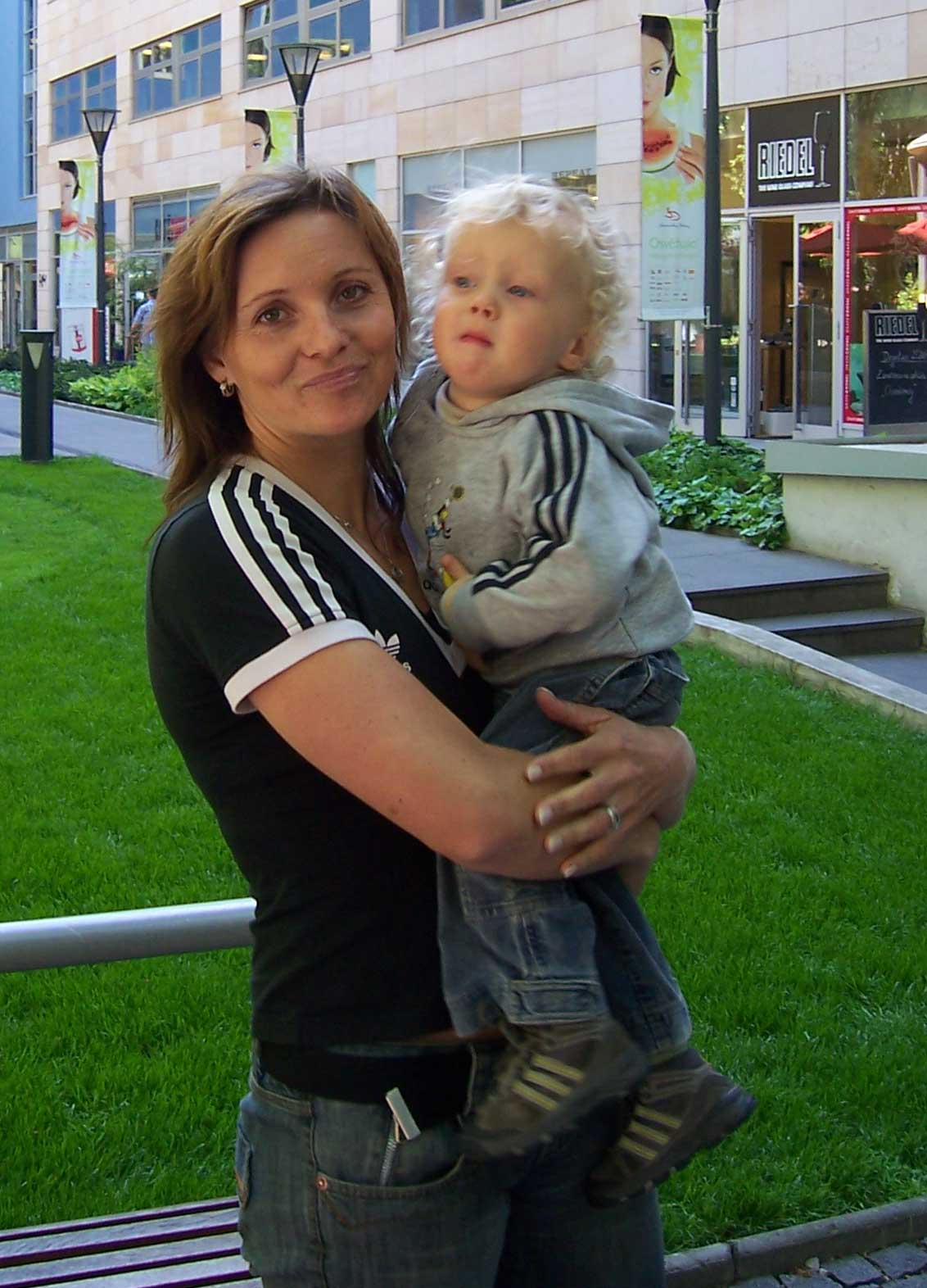
Ludmila Formanová mit Kinder (2007)

Ludmila Formanová, född 2 januari 1974 i Čáslav i Tjeckien, dåvarande Tjeckoslovakien, är en före detta friidrottare som tävlade som medeldistanslöpare, framför allt på 800 meter.
Formanová blev världsmästare på 800 meter under friidrotts-VM i Sevilla 1999.
Samma år vann hon även guld på Inomhus-VM på samma distans med ett nytt mästerskapsrekord (1.56,90). Hennes personliga rekord noterades samma år på 1.56,56.
Andra meriter på 800 meter har hon från inomhus-EM 1998 i Valencia då hon vann guld, och från europamästerskapet för juniorer som hon vann 1993.